# Trypauchenopsis intermedia
A Trypauchenopsis intermedia a csontos halak (Osteichthyes) főosztályának a sugarasúszójú halak (Actinopterygii) osztályába, ezen belül a sügéralakúak (Perciformes) rendjébe, a gébfélék (Gobiidae) családjába és az Amblyopinae alcsaládjába tartozó faj.
Nemének egyetlen faja.

## Előfordulása
A Trypauchenopsis intermedia előfordulási területe az Atlanti-óceán délkeleti részétől az Indiai-óceánon keresztül, egészen a Csendes-óceán nyugati feléig tart; vagyis a Dél-afrikai Köztársaságtól egészen Guamig lelhető fel. A holotípust a Szumátra szigeten fogták be.

## Megjelenése
Ez a hal legfeljebb 9,5 centiméter hosszú. A fején számos bajuszszerű kinövés látható.

## Életmódja
Trópusi, édesvízi halfaj, amely a fenék közelében él.